# هافدان براين
هافدان براين هو عالم إنسان وطبيب وسياسي نرويجي، ولد في 20 مايو 1864 في تروندهايم في النرويج، وتوفي في 5 مارس 1933. نشط حزبياً في الحزب الليبرالي.